# Dicranoloma macrodon
Dicranoloma macrodon är en bladmossart som beskrevs av La Farge-England 2002 [2003. Dicranoloma macrodon ingår i släktet Dicranoloma och familjen Dicranaceae. Inga underarter finns listade i Catalogue of Life.